# Yttre Tvåtjärnen (Lycksele socken, Lappland, 717749-162388)
Yttre Tvåtjärnen är en sjö i Lycksele kommun i Lappland och ingår i Umeälvens huvudavrinningsområde.